# Kaukasisk pimpernöt

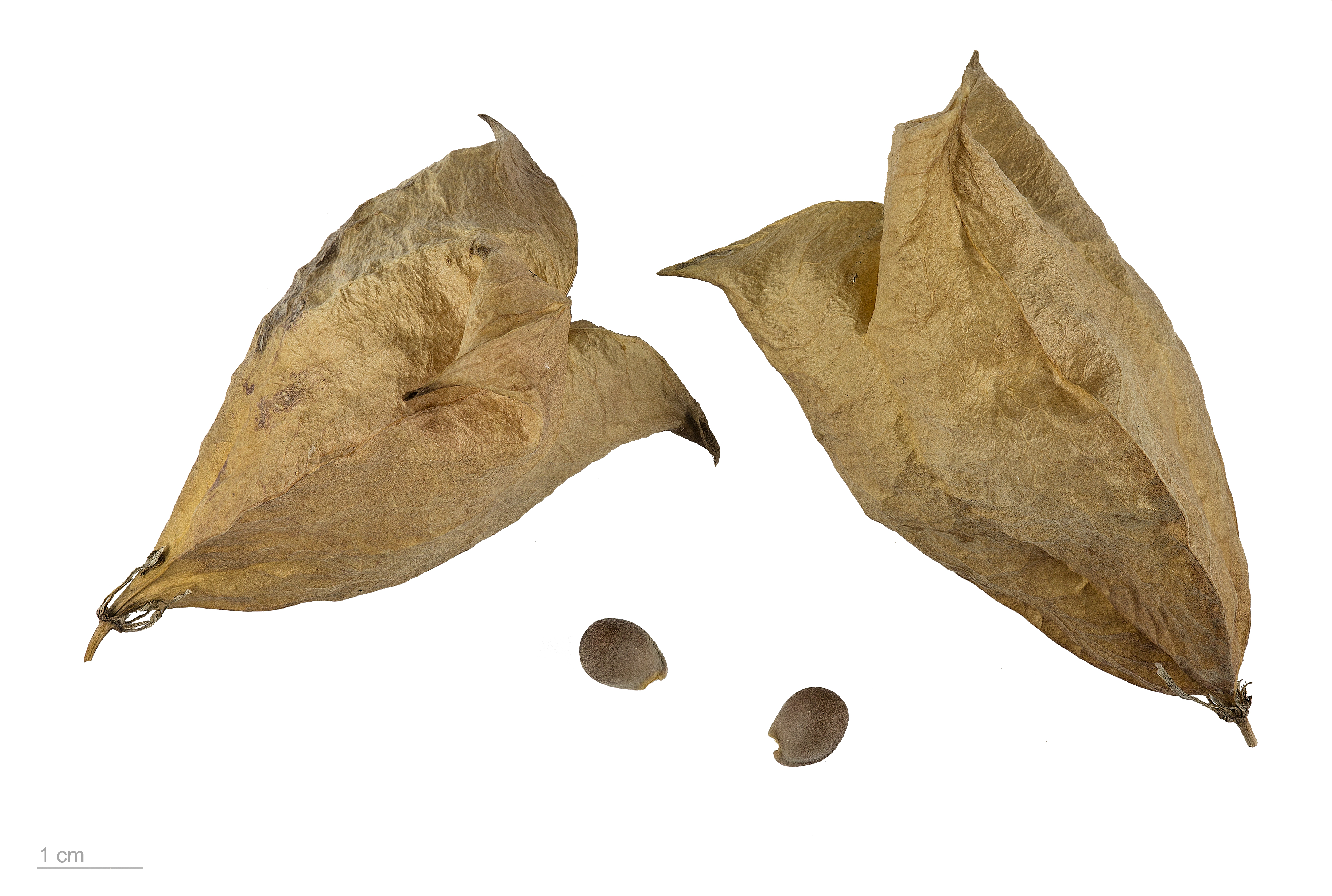
Staphylea colchica

Kaukasisk pimpernöt (Staphylea colchica georgiska: ჯონჯოლი) är en art i familjen pimpernötsväxter. Den förekommer i sydvästra Kaukasus. Arten odlas i Sverige som trädgårdsväxt och är härdig i zon I-III.

## Synonymer
- Hooibrenckia formosa Wittmack
- Staphylea elegans var. hessei Zabel
- Staphylea colchica var. kochiana Medvyedev
- Staphylea hessei Pollanetz

### Webbkällor
- Svensk Kulturväxtdatabas
- Wikimedia Commons har media som rör Kaukasisk pimpernöt.